# Alt Eldenburg
Alt Eldenburg ist ein Wohnplatz der Stadt Lenzen (Elbe) des Amtes Lenzen-Elbtalaue im Landkreis Prignitz in Brandenburg.

## Geografie
Der Ort liegt vier Kilometer nordwestlich von Lenzen (Elbe). Die Nachbarorte sind Görnitz und Moor im Nordosten, Eldenburg im Südosten, Seedorf im Süden, Breetz im Südwesten sowie Polz im Nordwesten.